# Видиборець Станіслав Володимирович
Станісла́в Володи́мирович Види́борець (8 листопада 1957 — 12 жовтня 2023) — український медик, вчений-гематолог, який присвятив своє життя розвитку медичної науки та освіти в Україні. Народився 8 листопада 1957 року в звичайній селянській родині в с. Вишеньки Бориспільського району Київської області. Його внесок у сферу гематології та трансфузіології є значним, зокрема завдяки його активній науковій та педагогічній діяльності. Найбільш відомими у Вікіпедії[прояснити] є дослідження тромбоцитопенії, альбумінів, гемохроматозу, та дослідження пов'язані з переливанням крові.

## Освіта та наукова кар'єра
Після закінчення сільської школи у Вишеньках із золотою медаллю вступив до Київського медичного інституту імені О. О. Богомольця, де у 1981 році отримав диплом про медичну освіту. Після закінчення інституту він працював дільничим терапевтом у Вишенській дільничій лікарні, а пізніше присвятив себе дослідженню гематології та ендокринології в Київській обласній клінічній лікарні. У 1993 році він захистив кандидатську дисертацію, а в 2004 році отримав науковий ступінь доктора медичних наук. Його наукові досягнення у сфері гематології дали йому змогу отримати звання професора, яке він заслужено отримав у 2006 році. Незважаючи на видатні досягнення завжди залишався чуйним лікарем та приходив на допомогу односельцям.

## Педагогічна діяльність
Протягом тривалого періоду Станіслав Володимирович працював у Національному університеті охорони здоров'я України імені П. Л. Шупика. Він починав свою кар'єру як асистент, а згодом став доцентом та професором. У період з 2011 по 2022 роки він очолював кафедру гематології та трансфузіології. Крім того, він обіймав важливі посади університетського управління, включаючи посаду заступника декана терапевтичного факультету та декана факультету підвищення кваліфікації.

## Наукова співпраця та внесок у журналістику
Станіслав Володимирович був активним учасником медичної спільноти України, він був членом редакційної колегії кількох видань, включаючи «Український журнал гематології та трансфузіології» та «Гематологія трансфузіологія, Східна Європа». Його внесок у журналістику медичної галузі відображений в авторстві понад 500 наукових та навчально-методичних робіт, включаючи підручники, навчальні посібники, монографії, методичні рекомендації та авторські свідоцтва на винаходи.